# Uroleucon alaskense
Uroleucon alaskense är en insektsart som beskrevs av Robinson 1985. Uroleucon alaskense ingår i släktet Uroleucon och familjen långrörsbladlöss. Inga underarter finns listade i Catalogue of Life.